# 卡梅倫 (蒙大拿州)
卡梅倫（英語：Cameron）是美國蒙大拿州麥迪遜縣一個非建制地區，位於一處能夠建設牧場的肥沃山谷之上，海拔為1774米（5822英尺）。卡梅倫鄰近麥迪遜山脈（Madison Range）以及獺頭-鹿棧國家森林，並能夠觀賞到色調略紅的斯芬克斯山（Sphinx Mountain）。